# Stefan Kälin (Skirennfahrer)
Stefan Kälin (* 29. September 1942) ist ein ehemaliger Schweizer Skirennfahrer sowie Weltmeisterschaftsteilnehmer, der in den Saisonen 1967 und 1968 zwei Weltcup-Podestplätze errang.

## Karriere
Am 6. Januar 1967 erreichte Kälin mit dem vierten Platz im Riesenslalom von Berchtesgaden seine erste Platzierung unter den besten zehn. Dort hatte er 2,19 Sekunden Rückstand auf den Franzosen Georges Mauduit. Durch Léo Lacroix und Jean-Claude Killy auf Plätzen zwei und drei war dies ein Dreifachsieg für Frankreich. Plätze fünf und sechs errangen mit Roger Rossat-Mignod und Guy Périllat ebenfalls Franzosen; der nächste Schweizer in diesem Rennen war Edmund Bruggmann auf Platz neun.
Kälins beste Ergebnisse im Weltcup waren zwei dritte Plätze; zum einen im Riesenslalom von Adelboden am 8. Januar 1968 hinter dem Franzosen Jean-Claude Killy und dem Schweizer Edmund Bruggmann und zum anderen im Slalom von Kranjska Gora hinter dem Franzosen Patrick Russel und dem Österreicher Franz Digruber. In der Saison 1968 kam er mit einem sechsten und einem zehnten Platz zwei weitere Male unter die besten zehn.
Sein älterer Bruder Alois Kälin ist ebenfalls ein ehemaliger Skisportler.

## Erfolge

### Olympische Spiele
- Innsbruck 1964: 10. im Riesenslalom
- Grenoble 1968: 28. im Riesenslalom

### Weltcupwertungen
| Saison | Gesamt | Gesamt | Abfahrt | Abfahrt | Riesenslalom | Riesenslalom | Slalom | Slalom |
| Saison | Platz  | Punkte | Platz   | Punkte  | Platz        | Punkte       | Platz  | Punkte |
| ------ | ------ | ------ | ------- | ------- | ------------ | ------------ | ------ | ------ |
| 1967   | 26.    | 11     |         |         | 13.          | 11           |        |        |
| 1968   | 19.    | 37     |         |         | 12.          | 16           | 11.    | 21     |

### Nationale Meisterschaften
- Wildhaus SG 1963: 6. im Slalom
- 1964: 1. im Riesenslalom, 1. in der Kombination
- Pizol bei Wangs 1966: 4. im Riesenslalom, 2. im Slalom, 4. in der Kombination
- Pontresina 1967: 4. im Riesenslalom
- Haute-Nendaz 1968: 8. in der Abfahrt